# Shefaram
Shefaram (în ebraică שפרעם  sau , în arabă - Shefa Amr - شفاعمرو) este un oraș din Israel, în Districtul de Nord, în dealurile din vestul Galileei. Orașul este populat de 41.024 locuitori (2018)- arabi, majoritatea musulmani suniți (56%), iar o minoritate creștini (30%) și druzi . Este situat pe șapte coline, la nord și la sud de vechea șosea dintre Haifa și Nazaret.  
Nucleul principal al orașului se află pe un deal la sud de șosea și se caracterizează printr-o densitate mare de clădiri. Aria aflată în jurisdicția orașului este de 2200 hectare. Shefaram se mai află la întâlnirea dintre munții Galileei și văile din regiune, la 4 km est de orașul Kiryat Ata, 13 km distanță de litoralul Mediteranei și la 20 km de orașele Haifa, Acra (Akko) și Nazaret   
Shefaram avut un rol însemnat în istoria evreilor din Palestina în perioada talmudică, fiind odată sediul Sanhedrinului. A jucat mai târziu un rol însemnat in viața populației arabe din Palestina, mai ales în secolul al XVIII-lea în vremea lui Daher al Omar și a fiului său, Othman.

## Numele
Denumirea geografică Shefaram sau Shfaram apare prima dată la evrei în scrierea iudaică Tosefta , tractatul Mikvaot, și în câteva pasaje din Talmudul babilonian, în Tractatul Avoda (8,2). În vremea revoltei lui Shimon Bar Kokhba Shefaram este menționat ca fiind un oraș aflat aproape de Usha , iar în tractatul Rosh Hashana (31,2) din Talmudul babilonian, este amintit ca locul de exil al Sanhedrinului, care s-a transferat din Usha vecină prin anul 150 e.n.
Unii explică numele ca fiind un amalgam al cuvintelor ebraice Shefer (Shofar)= „frumusețe” sau „plăcere”  și „Am”= „popor”.
În schimb, numele arab Shefa Amr ar însemna, după o tradiție locală,  „Tămăduirea lui 'Amr”, făcând aluzie la comandantul musulman 'Amr ben al-'As (născut în 580) care ar fi băut din apa unui izvor local și s-ar fi vindecat așa de o boală. După Edward Henry Palmer , numele arab Shefa 'Amr înseamnă mai degrabă - „Marginea” sau „Hotarul lui 'Amr”, dar reprezintă, de fapt, o corupere a denumirii ebraice Shefaram. 

## Simboluri
În centrul blazonului orașului se află imaginea fortului lui Daher al Omar și Othman al Daher din familia Al Zaidani
Dedesubt apare scris numele orasului în ebraică și arabă. Drapelul oficial al orașului este alb, și are un blazon albastru în mjloc. 

## Istorie

### Antichitate

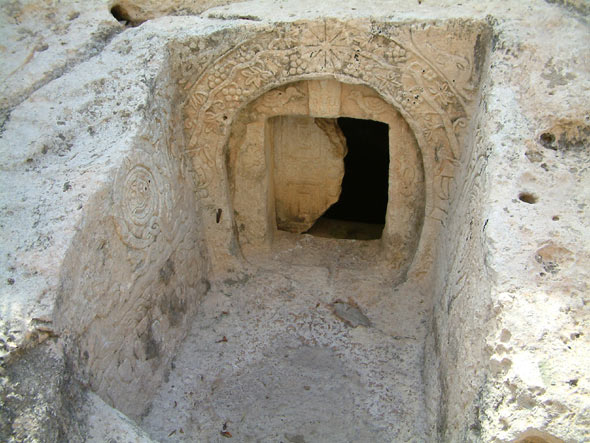
Morminte bizantine la Shefaram

În apropiere de localitate, în situl izvorului Eyn Shefaram, aflat astazi sub jurisdicția localității Iblin,   s-au găsit vestigii de ziduri, instalații și fragmente de oale din bronzului timpuriu IB și a Bronzului mijlociu IIB, Epoca Fierului, din perioada elenistică și romană.
Unii apreciază că așezarea a fost întemeiată în perioada canaanită, iar locuitorii ei antici au lăsat vestigii arheologice. Este menționată în secolul al II-lea  în Talmud ca unul din locurile prin care a pribegit Sanhedrinul după distrugerea celui de-Al Doilea Templu din Ierusalim. În vremea împăratului Marcus Aurelius Sanhedrinul s-a mutat de la Usha la Shfaram și apoi de aici la Beit Shearim.
În vremea stăpânirii romane a locuit aici rabinul Yehuda Ben Baba care a ordonat pe unii învățăcei ca rabini. Romanii l-au executat pentru acest motiv prin anul 144. Mormântul său presupus se află în oraș și servește drept loc de pelerinaj. 
Localitatea a existat fără întrerupere din epoca romană. Cavouri funerare decorate au fost documentate de
echipele proiectului Survey of Western Palestine la finele secolului al XIX-lea. Este vorba de morminte creștine din epoca bizantină din secolele al V-lea și al VI-lea. S-au găsit și inscripții în limba greacă.   

Excavații arheologice ale unei peșteri și ale unor cariere de piatră au revelat că ele au fost folosite în epocile romană și bizantină.
Vestigiile bizantine, inclusiv ruinele bisericii și mormintele sunt și ele mărturii despre populația creștină de odinioară a orașului.

Săpături de protecție s-au executat în cartierul de sud al orașului vechi  dezvelind resturi din cele cinci faze ale epocii bizantine târzii și din perioada omeiadă timpurie. Între altele s-au găsit un cuptor de brutărie, o dușumea din pietriș, un planșeu mozaicat făcând probabil parte din planșeul de strivire al unui teasc de vin, o presa de vin mică și pătrată, ceramici artizanale, o strachină cipriotă de import și o oala de gătit deschisă, de asemenea vase de sticla și ceramică.

### Evul mediu
Odată cu cucerirea acestor ținuturi de către arabii musulmani, localitatea a fost populată și de aceștia. Evrei nu au mai locuit în Shfaram o vreme îndelungată începând din secolul al IX-lea-al X-lea. În veacul al XII-lea sau al XIII-lea, în vremea cruciadelor, au apărut și locuitori din comunitatea druzilor. După cucerirea de către cruciați s-a ridicat aici o cetățuie a Templierilor denumită Saffran sau Seffram (denaturare a numelui Shfaram) sau sub diverse variații - "Sapharanum", "Castrum Zafetanum", "Saphar castrum" or "Cafram"., care apăra drumul dintre Saint Jean d'Acre (Acra) și Nazaret .  La poalele cetății a existat o așezare fortificată „francă” sau de creștini locali, care poseda o biserică dedicată sfinților Ioan Evanghelistul și Iacob del Mare, care s-au născut pe aceste plaiuri. 
Între anii 1190-1191 și 1193-1194 satul Shefa 'Amr a slujit ca bază militară a comandantului musulman Saladin (Salah a-Din) în atacurile pe care le-a dirijat asupra cruciaților din Acra (Akko). În anul 1229 așezarea a căzut din nou în mâinile cruciaților lui Friedrich al II-lea.  Acest fapt a fost confirmat de sultanul mameluc Baibars I în tratatul de pace din 1271 , precum și de sultanul Qalawun în 1283.
Călugărul italian Riccoldo da Monte a vizitat localitatea în anii 1287-1288 și a remarcat că avea locuitori creștini. În 1291, odata cu caderea Regatului cruciat din Acra, ea a intrat iarăși sub control musulman al Sultanatului
mameluc din Cairo. În acel an sultanul Al-Ashraf Khalil a alocat venitul provenit din Shefa 'Amr fundației caritabile musulmane (Waqf) din Cairo. 
În secolul al XIII-lea geograful arab Yaqut descrie localitatea ca fiind un sat mare.

### Epoca otomană

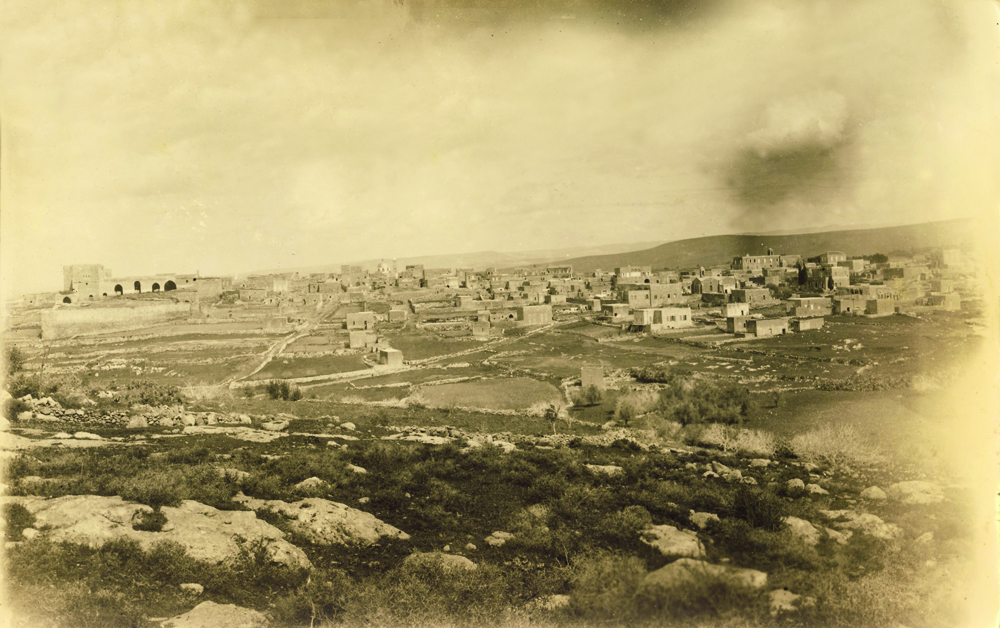
Shefa'Amr la începutul secolului al XX-lea, circa 1910

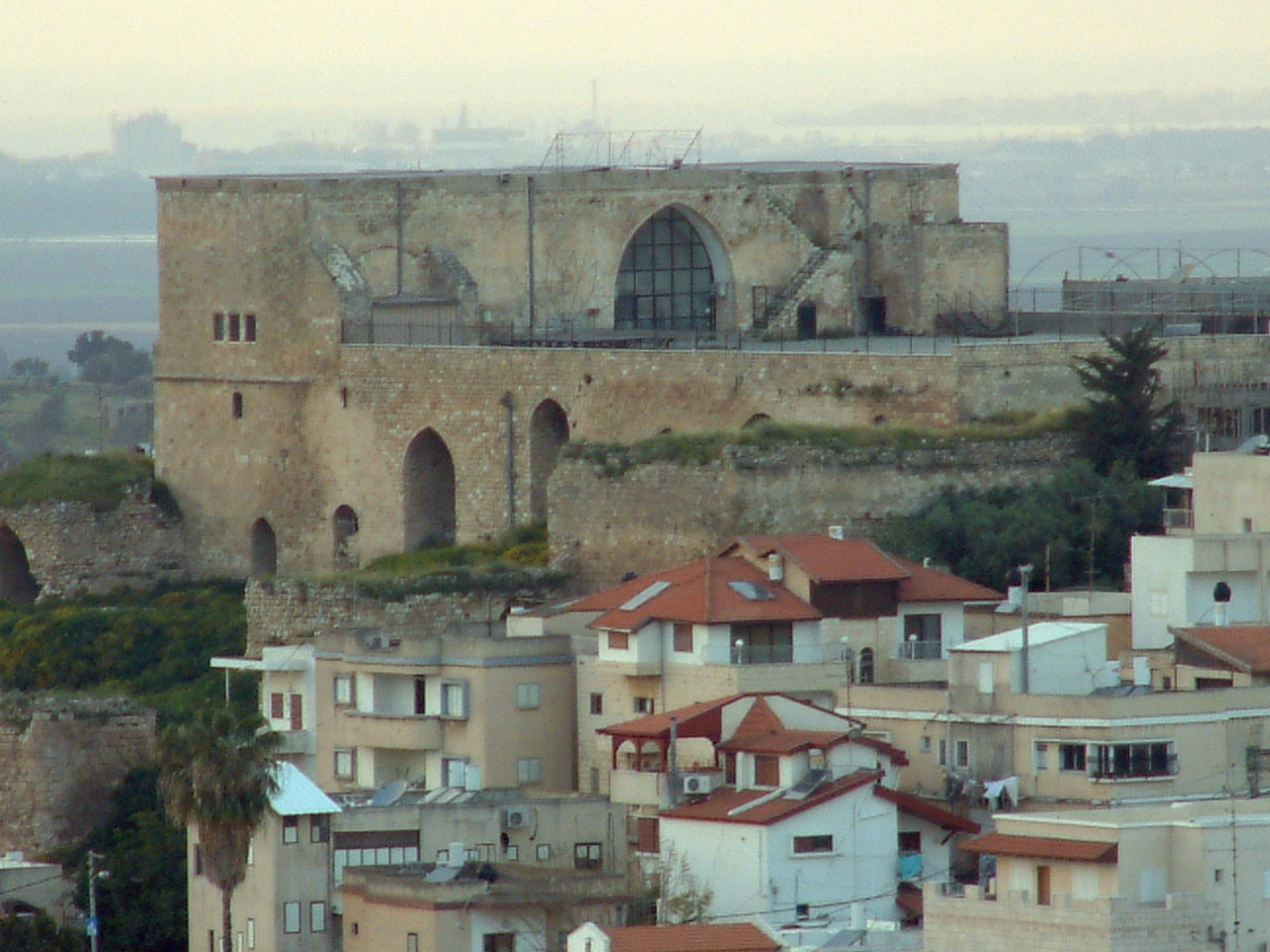
Fortul lui Daher al-Omar la Shfaram

În primul veac al dominației otomane în Galileea, în 1564 veniturile satului Shefa 'Amr au fost alocate unui nou waqf, Hasseki Sultan Imaret din Ierusalim, care fusese înființat de Hasseki Hürrem Sultan (Roxelana) , soția sultanului Soliman Magnificul. 
În primele decenii ale secolului al XVI-lea majoritatea populației era formată din musulmani și druzi. În afară de creștini, mai trăiau în localitate și zece familii de evrei. La finele veacului nu mai locuia niciunul. 
Rabini cabaliști renumiți precum Moshe Cordovero și Itzhak Luria au vizitat localitatea în acea perioadă.
Un firman din 1573 menționează Shefa'Amr printre satele din plasa (nahiya) Akka care s-au răsculat împotriva administrației otomane. În anul 1577 sătenii se aflau în posesia a 200 muschete.
În 1596 registrele de impozite (defter) arată ca Shefa'Amr făcea încă parte din nahiya Akka, parte a Sangeacului Safed și număra 83 gospodării familiale (khana) și opt celibatari, cu toții musulmani. Suma totală a impozitelor era de 13.600 akçe, majoritatea fiind încasată în sume fixe.
Erau impozate, între altele,  veniturile ocazionale, caprele și stupurile de miere, precum și utilizarea unui teasc de ulei.

#### Domnia lui Daher al Omar
În secolul al XVIII-lea satul a crescut în însemnătate. La începutul veacului s-a aflat sub conducerea șeicului beduin Ali Zaydani, unchiul lui Daher al-Omar A-Zaydani și șeic de frunte al Galileei de jos. În anul 1740 se înălța în localitate un castel. După urcarea la putere a lui Daher al-Omar în anii 1740, acesta a cucerit Shefa Amr în anul 1751 și și-a stabilit acolo reședința până în anul 1767. Un fiu al său, Othman, l-a înlocuit pe Ali Zaydani la conducerea orașului și a zonei. Othman a permis zidirea unei noi biserici greco-catolice, închinată sfinților Petru și Pavel, odată cu terminarea construirii noii fortărețe Al-Kala (în gura turcilor - Saray) prin fonduri percepute de la locuitori. Fortăreața aceasta, cunoscuta ca Fortăreața lui Daher al Omar, a fost ridicată, se  pare, pe locul acelei din vremea cruciaților Le Saffran, pe locul cel mai înalt din localitate.  
Sub protecția lui Daher al-Omar s-a reînnoit așezarea evreiască din Shefaram, odată cu sosirea rabinului Haim Abulafia. Împreună cu elevii săi el a reînființat aici o sinagogă. După terminarea construirii fortului lui Daher al-Omar în 1768, s-au alăturat comunității încă un număr de evrei. 
Evreii erau de rit sefard și includeau familiile Samoni, Hassan, Cohen, Bonan, Zeut, Atari și Almani.

După moartea lui Dahar în 1775, Jazzar Pașa din Akka l-a întărit pe Othman în continuare, în funcția de conducător al Shefa'Amr în schimbul unei făgăduințe de loialitate  și a unui avans al plății impozitelor. În pofida ordinelor de la Istanbul, Jazzar Pașa nu a distrus fortăreața locală, și a lăsat-o intactă. După câțiva ani, Jazzar pașa l-a înlocuit pe Othman cu Ibrahim Abu Qalush. .
Shefa'Amr a devenit în acele timpuri un centru regional de o anumită însemnătate, datorită așezării sale în inima zonei de creștere a bumbacului și a mijloacelor sale de apărare, naturale și artificiale. Bumbacul a devenit un factor fundamental în economia localității. Creșterea impozitelor încasate atestă asteptările ridicate de la recoltele de bumbac. 
O hartă de Pierre Jacotin din zilele invaziei lui Napoleon Bonaparte din 1799 indică locul, sub numele Chafa Amr.

#### În secolul al XIX-lea
Dupa datele culese de Sir Moses Montefiore în anul 1839 comunitatea evreilor din Shfaram număra 107 persoane, cu toții evrei sefarzi. După spusele lui Sir Laurence Oliphant, în anul 1850  s-au așezat la Shefaram circa 30 familii evreiești din Maroc, care s-au ocupat cu agricultura, dar au fost nevoite să plece după 20 ani, după ce au suferit de hărțuieli și jafuri. Yehiel Michel Pines susține că au suferit de presiuni economice grele din partea administrației otomane, și de persecuții din partea vecinilor creștini cărora au fost silite să-și vândă loturile de pământ.
În 1877 James Finn scria: „Majoritatea locuitorilor sunt druzi. Mai sunt și câțiva musulmani și câțiva creștini; dar în 1850 erau treizeci de familii de evrei care trăiau din agricultură, cultivând grâu și măslini pe propriile loturi de pământ, o mare parte din ele moșteniri de familie. Câțiva din evrei sunt originari din Algeria.  Evreii își au sinagoga lor proprie și un măcelar ritual autorizat în mod oficial, iar numărul lor a fost mai demult, și mai mare.” Însă, mai apoi, au mai rămas dintre ei doar două familii, restul mutându-se la Haifa, în vremea de prosperitate a portului..
Conder si Kitchener care au vizitat satul în 1875 au fost informați că localitatea era sediul unui caimacam al districtului. Trăiau acolo circa 2500 suflete, din care 1200 erau musulmani, restul - druzi, greci și latini. În anii 1880 numărul druzilor s-a redus considerabile, ei emigrând spre est spre șesul Hauran, pentru a se eschiva de la recrutările în armata otomană. 
Sursa principală de apă era izvorul Ayn Shefa 'Amr situat la nord de așezare. În sud erau livezi de pruni, smochini, piersici, rodii, peri și migdali, de asemenea, se cultivau măslini.
O listă a populației din 1887 arăta ca localitatea Shefa'Amr avea 2.750 locuitori:795 musulmani  95 greco-catolici, (n.n.probabil greco-ortodocși) 1,100 catolici (n.n.probabil greco-catolici), 140 latini (n.n.probabil romano-catolici), 175 maroniți și protestanți, 30 evrei și 440 druzi.   
În anul 1900 numărul evreilor s-a redus la 4 familii. La sfârșitul perioadei otomane, în 1910 Shefa'Amr a primit statutul de oraș.

### Perioada mandatului britanic în Palestina
În 1920 Regatul Unit a primit de la Societatea Națiunilor mandatul asupra teritoriului Palestinei. 
În 1920 locuiau în localitate 1500 creștini, 400 musulmani, 300 druzi și 80 evrei. evreii au părăsit temporar așezarea în anii 1920 din cauza greutăților economice. 
La recensământul din 1922 Shefa'Amr avea o populație de 2.288 locuitori: 1263 creștini, 623 musulmani suniți, și 402 druzi.   
Creștinii erau împărțiți în 1054 melkiți (greco-catolici), 94 anglicani, 70 romano-catolici, 42 greco-ortodocși, și 3 maroniți.. La recensământul din  1931  Shefa'Amr avea 629 case locuite și o populație de 1321 locuitori: 1321 creștini,1006 musulmani, 496 druzi și un evreu. În suburbiile localității au fost recenzați încă 1197 musulmani în 234 case.
Datele statistice culese de guvernul mandatar britanic în anul 1945 au indicat o populație urbană de 1560 creștini, 1380 musulmani, 10 evrei și 690 „alți” (foarte probabil druzi)  Orașul se întindea pe o suprafață de 33,8 hectare, din care 4,1 hectare spații publice. Suburbiile sătești, locuite de 3560 locuitori arabi, aveau 9726,8 hectare, din care 3121 hectare spații publice și 760 hectare aparținând unor evrei.

### În Statul Israel

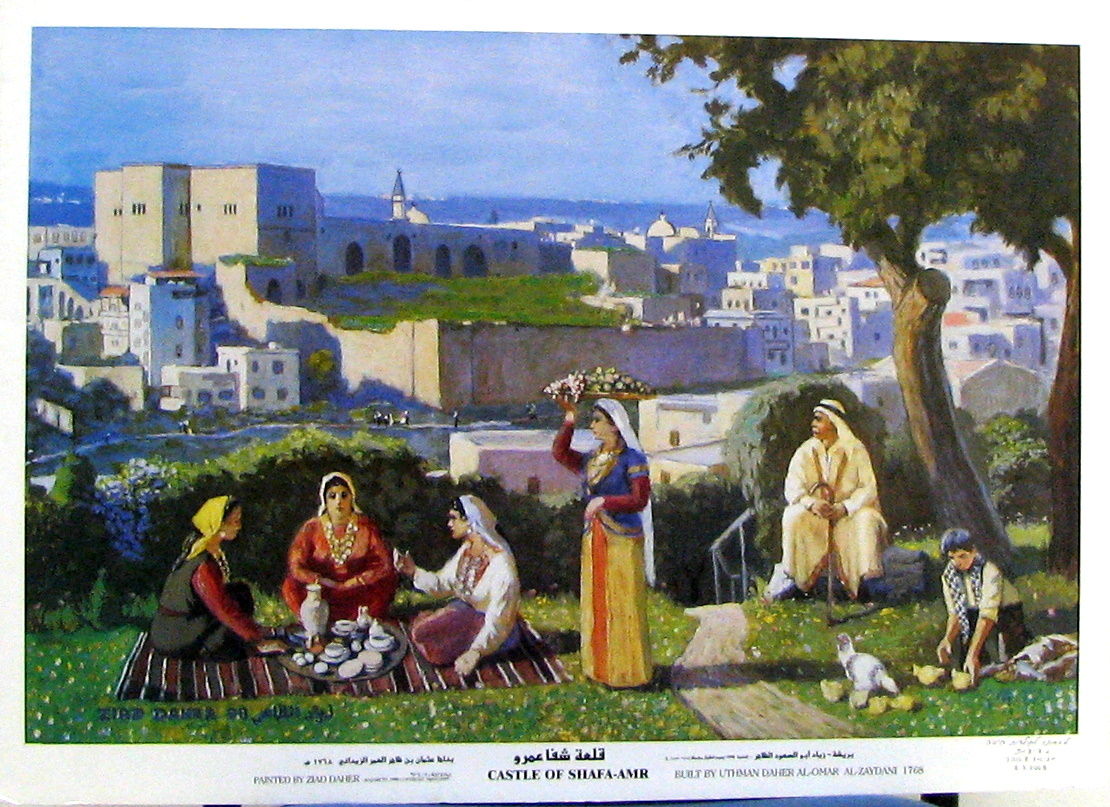
Tablou de Zaid Daher al Zaidani înfățișând Fortul Shefaram

În timpul Războiului de independență a Israelului, în Shefa'Amr era cartiruit regimentul druz al așa numitei „Armate de Salvare a Palestinei° . Acolo se afla și o bază a Armatei de Salvare. Localitatea  a fost ocupată de armata israeliană în zilele de 8-14 iulie1948 în cursul Operațiunii Dekel (Palmier) din prima fază a războiului, Locuitorii druzi au cooperat cu israelienii. Cartierul musulman a fost greu bombardat , iar locuitorii săi au fugit la Saffuriye (Tzipori, Sephoris). După căderea Nazaretului circa 2500 refugiați (majoritatea creștini și o minoritate - druzi) au primit autorizația de a reveni la casele lor, de asemenea s-au așezat în localitate 2500 refugiați din satele arabe abandonate Ruwes, Mi'ar și Damun.  Populația fost pusă sub strictă stare de asediu. În noiembrie câțiva notabili din localitate au predat armatei israeliene lista a peste 300 de rezidenți ilegali ai orașului. Guvernământul militar în Shefaram și celalte localități arabe din Galileea a durat până în anul 1966
.Apropierea de Haifa a atras la Shefaram săteni din intreaga Galilee.
Cu timpul populația musulmană a crescut și a devenit majoritară în oraș. Shefaram a rămas cu statutul de oraș pe care îl obținuse in 1910 de la autoritățile otomane. În 1951 populația orașului era 4450 locuitori, din care 10% erau refugiați interni din alte localități. În 1961. ajungând la un număr de 7,200 locuitori, Shefaram a redobândit statutul de oraș. În 1995 a fost anexat la Shefaram satul beduin nelegal Harubiye, aflat la 1.5km  sud de localitate..
La 4 august 2005 un soldat evreu, dezertor, Eden Natan-Zade, a tras focuri de armă asupra pasagerilor arabi ai unui autobus în Shefaram și a ucis patru din ei: două surori musulmane și doi bărbați de religie catolică, între care șoferul autobusului. După ce a fost neutralizat Natan-Zade a fost linșat de locuitori. 
La 16 mai 2004 Wahabe Moheen,de circa 60 ani, a asasinat pe nora sa care era văduvită. Omorul a aprins un conflict îndelungat între familia victimei și cea a ucigașului, care s-a încheiat la 27 februarie 2009 printr-un ceremonial de Sulha (împăciuire) mediat de conducătorii druzilor, în frunte cu șeicul Muafak Tarif.   
În iunie 2009 au avut loc  în oraș ciocniri între druzi și creștini. Au fost incendiate un număr de magazine și automobile și s-au tras focuri de armă asupra polițiștilor.

## Geografie
Orașul este situat pe șapte coline, ca o „mică Romă”.
O colină de sud se numește Jebel Harbi sau Har Harbi (de 208 metri înălțime), alta la nord se cheamă Har Shifron (212 metri înălțime), iar alta la est Har Hannaton (de 334 metri înălțime). Dealurile separă Valea Beit Netofa de litoralul mediteranean.
Sehfaram este înconjurat de orașul Kiryat Ata, orașele arabe I’billin și Bir al-Maksur, kibuțul Afek, comuna Adi si satele arabe Dumajda, Ras al-Ain și Hawalid.
În centrul localității se află Orașul Vechi. in jur se afla cartierele Al-Ain, Al-Hajj al Akhdar, Al-Midan, Ain Afija, Halat Nassim, Al-Karak, Al-Burj, Shkhunat Hayalim.

## Demografie
În anul 1951  populația orașului număra 4450 locuitori, din care 10% erau persoane deplasate din alte sate arabe din Israel.După cercetătorul palestinian Sabri Jiryis, la începutul anilor 1950 circa 2500 ha din pământurile localității au fost declarate arie militară închisă, apoi au fost expropriate sub pretext că nu au fost cultivate, si ulterior atribuite unor așezări evreiești din jur. O parte din ele aparținuseră unor evrei. Alte 757 ha au fost expropriate în anii 1953-1954
Pământurile localității au fost reduse de la 5872 ha în 1945 la 1037 ha în 1962.   
Populația orașului este de limbă arabă, mixtă, după aderența la religii:58,2% musulmani,26,5% creștini, 14,3% druzi. 
La Shefaram trăiesc circa 7% din creștinii din Israel. Este a doua comunitate creștină ca mărime din Districtul de  Nord, după Nazaret, de asemenea, a patra ca mărime din țară.
După întemeierea Statului Israel, tribul de beduini Arab al Semaniye care locuia in apropierea localității Kriyat Tibon, s-a mutat la Shefaram. 
Orașul are puține locuri de muncă private și majoritatea locuitorilor lucrează la Haifa și în orașele din jurul ei- Krayot.
Structura populației după categorii de vârstă:
| Procent (%) | 40,4 | 14,9 | 21,1 | 17,8 | 5,7 |
| [ 54 ]      |      |      |      |      |     |

## Politica și administrația locală
Primaria orașului se află pe strada Tawfik Ziyad în orașul vechi. Ibrahim Nimr Hussein, ca primar al Shefaram, a fost președintele Comitetului primarilor arabi din Israel , (devenit ulterior Comitetul Arab de Supraveghere) incă de la fondarea lui în anul 1975.  
În anul 1981 a luat ființă în oraș Societatea Națională Arabă pentru cercetare și servicii sanitare.

În 1982, ca urmare a invadării Libanului de către armata israeliană, primarul Nimr Hussein a înființat Comitetul suprem arab de supraveghere, bazat pe comitetul  care se formase în urma manifestațiilor arabe din „Ziua Pământului”. Acest comitet cuprinde 11 primari arabi , precum și deputați arabi din Parlamentul israelian, Knesset. Prin anii 1990 el s-a întrunit la Nazaret și a devenit un fel de miniparlament al arabilor din Galileea. 

### Primarii localității

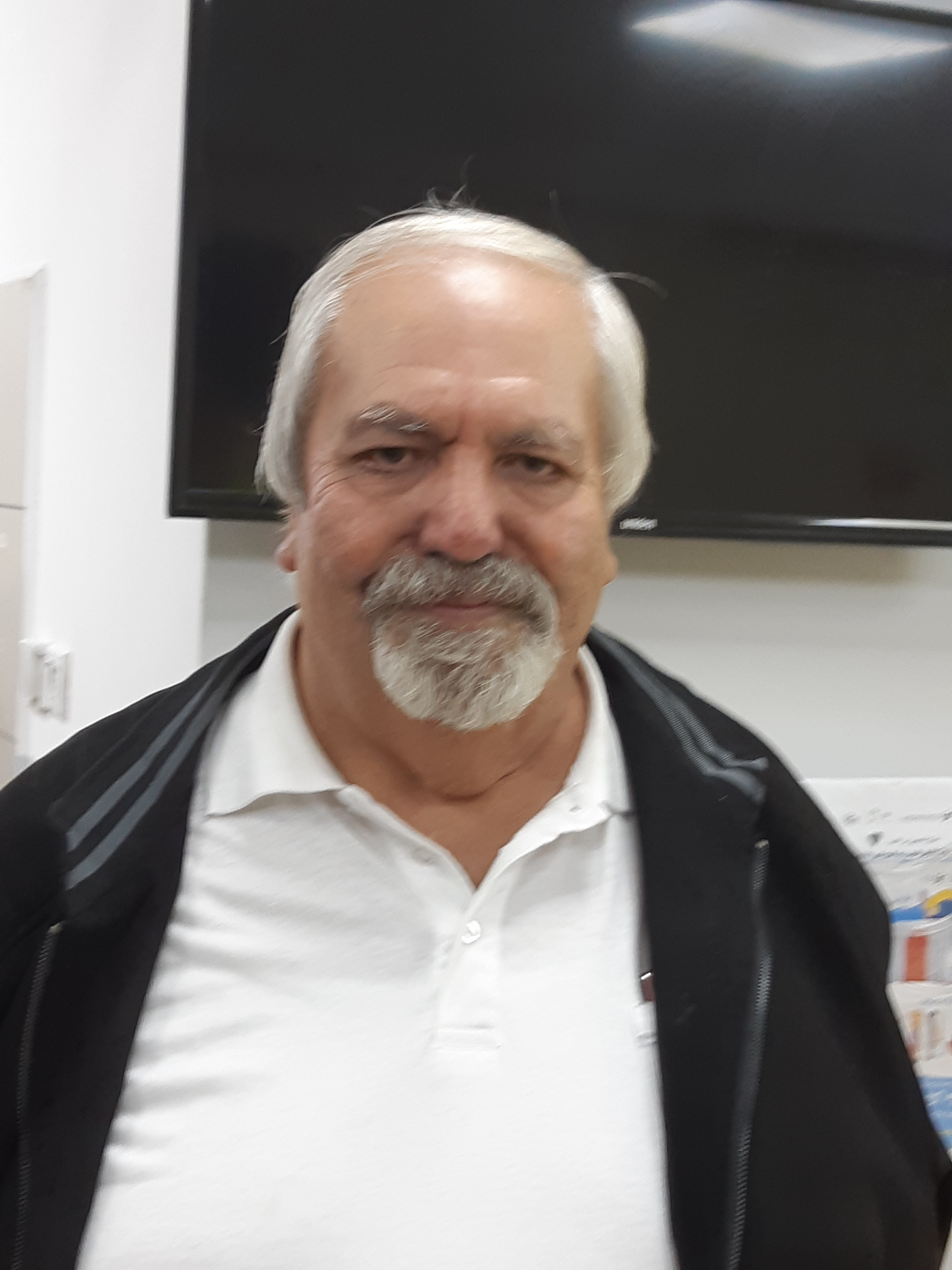
Ursan Yassin, primarul orașului în 1998-2008 și 2018-2023

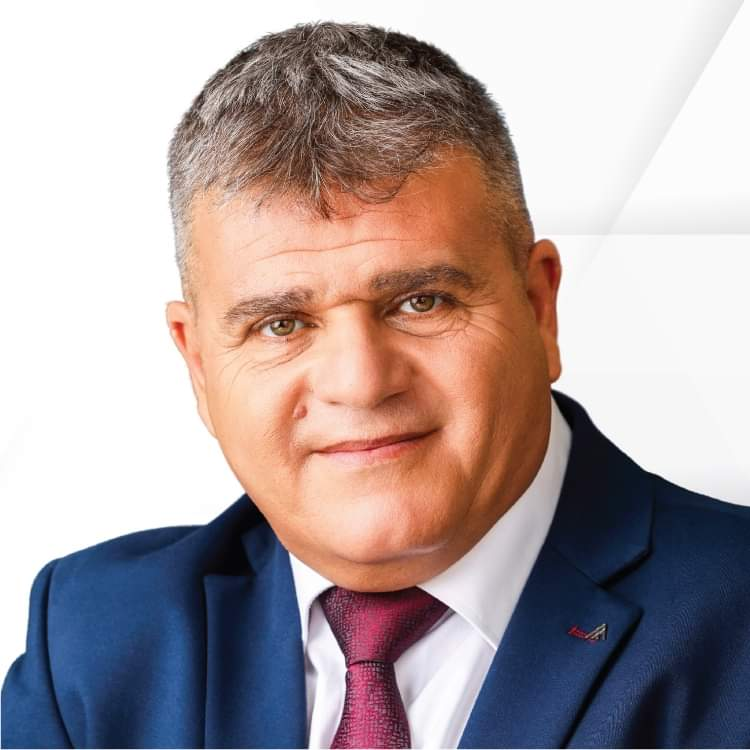
Actualul primar Nahed Khazem, din 2024

- 1910–1932:  Daud Suleiman Talahmi
- 1933–1969:  Jabbur Yussef Jabbur
- 1969–1998:  Ibrahim Nimr Hussein
- 2008-1998:  Ursan Yassin
- 2008–2013:  Nahd Khazem
- 2013–2018:  Amin Anbatawi
- 2018-2024:  Ursan Yassin
- 2024 -   :  Nahd Khazem

## Economia
Conform cu datele Oficiului Central de Statistică in anul 2012 erau în localitate 12494 salariați și 1062 lucrători privați.Salariul mediu lunar era de 5412 shekeli israelieni. Salariații de sex masculin primeau în medie 6312 shekeli, iar femeile salariate - 3904 shekeli. Venitul mediu al lucrătorilor privați era 7381 shekeli, 235 persoane primeau ajutor de somaj, iar 3871 - suplimentul asugurat de venit. Economia orasului se bazează pe munca locuitorilor în orașele vecine. ÎN anul 2002 Shefaram avea cel mai mare procent de șomeri din Israel: 15% 
Shefaram este vestit pentru înghețata sa bazată pe mastic - bozet Shefa'Amr. Compania Nakhle, care este cel mai mare producător de cafea al arabilor din Israel.

## Învățământ și cultură

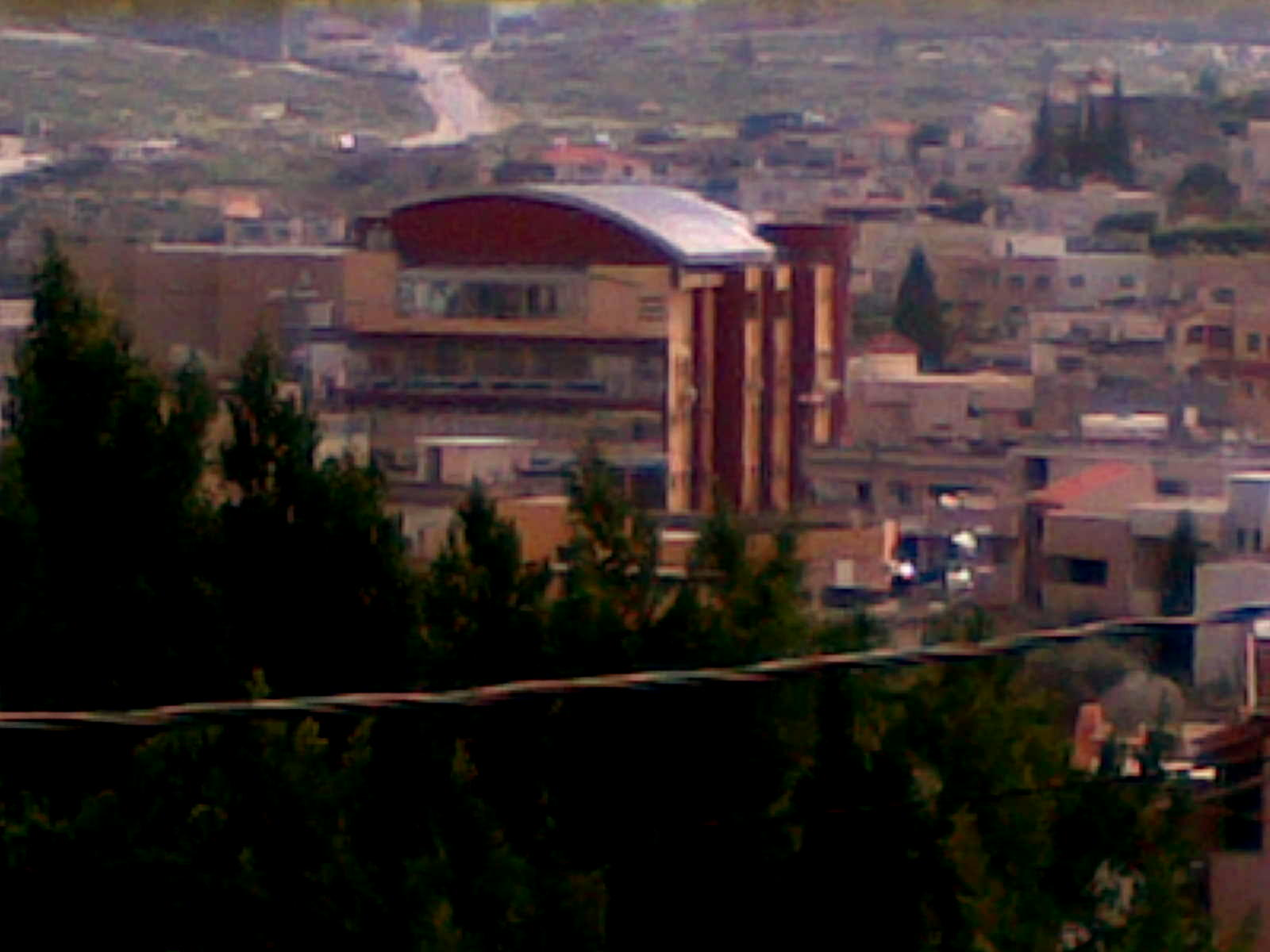
Shefaram, Casa Muzicii - Beit Al Musika

În 2012 au funcționat în Shefaram 24 școli cu 9459 elevi: 15 școli elementare cu 5360 elevi, și 13 școli medii cu 4099 elevi. În 2012 53,7 %  din elevii de clasa a -XII-a au reușit la bacalaureat. În partea de est a orașului Loteria de stat Mifal Hapayis a construit un centru educativ cu calculatoare, o bibliotecă publică, săli de conferințe etc.
În Shefaram funcționează „Tamrat al Zeitun” („Rodul măslinului”),  o școală elementară antroposofică de tip Waldorf în limba arabă, cu 150 elevi, de diverse religii--musulmană, creștină și druză 
- - Școala de muzică Beit Almusika (Casa muzicii) a fost fondată în centrul orașului de către muzicianul Aamer Nakhle
  - Corul Baath (al Renașterii) înființat de Rahib Haddad
  - Rim Talhami  este un cântăreț cunoscut în intreaga lume arabă
  - Taysir Elias este un virtuoz al 'udului, a făcut parte din personalul de la Beit Musica, lector la Universitatea Bar Ilan
- Pictorul Butrus Lasia , pictează icoane bisericești.

În anii 1950 cercetași creștini au pus în scenă primele piese de teatru prezentate la Shefaram. de atunci s-au deschis săli de spectacole și teatre. Începând cu anii 1970 s-au deschis Teatrul „Fiii Shefaramului”, teatrul Athar, Casa Teatrului de tineret, Alghurbal, cel mai mare din oraș, și teatrul Al Ufok.

## Sport
Orașul are un club sportiv denumit în ebraică Hapoel Shefaram, care are echipe de fotbal, volei și baschet.
.

## Monumente, locuri de cult și obiective turistice

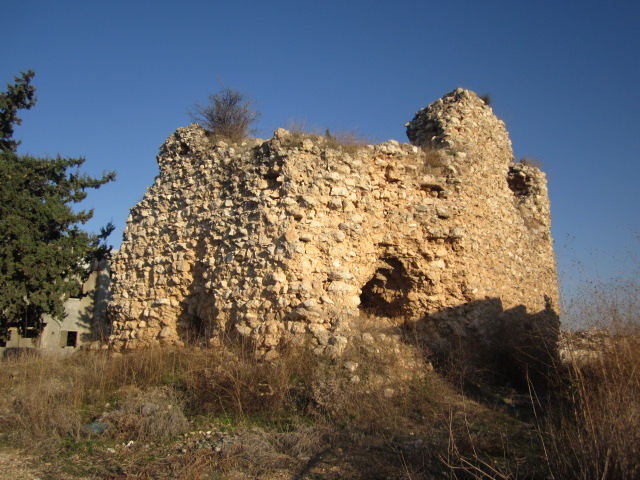
Al Burj, ruinele turnului de pază pe colina Al Burj din Shefaram

- Fortul Shefa'Amr sau Seraiul cel Mare (Al Kala) a fost clădit în anul 1761 de către Othman al Daher, fiul lui Daher al-Omar, guvernatorul regiunii, cu scopul de asigura securitatea Galileei. El a fost înălțat pe locul fortăreței cruciate „Le Seffram”. La parter se aflau grajdurile de cai (se spune ca adaposteau 400 de cai [60]), iar la etaj locuințe. Fortul este considerat cel mai mare de acest fel rămas în toată Galileea și era cel mai mare din cele legate de familia Al-Zeidani în Galileea.

Planul inițial prevedea ca fortăreața să permită un contact vizual cu fortăreața fratelui lui Daher din Safed, dar zidirea s-a oprit la etajul al treilea, poate din lipsă de resurse sau din cauza situației instabile în zonă.. 
După întemeierea Statului Israel, a fost folosit mai mulți ani ca stație de poliție. După ce s-a construit o nouă stație de poliție în cartierul Fawwar, fortul lui Daher al-Omar a fost restaurat și transformată provizoriu într-un centru comunitar de tineret.
În prezent clădirea se află în stare de abandon, dar poate fi vizitată.
- Moschei
  - Moscheea Ali Ibn Abi Talib (Moscheea cea veche, prevazută cu o cupolă și cu un minaret adiacent,a fost construită lângă fort în anul 1815, în zilele stăpânirii lui Suleiman Pașa al Adil. De atunci a trecut prin numeroase reparații și renovări.
  - Moscheea Amr bin al'As.
- Turnul sau al Burj sau Burgan Shefaram - este o colină în interiorul orașului, pe care se află un vechi fort cruciat aflat în sudul orașului. Othman al Dahar l-a renovat, făcând din el un turn de pază, din care s-au păstrat ruine. Este singurul turn rămas din cele patru turnuri de pază ridicate de Othman al Dahar în jurul localității [63].
- Biserici:
  - Biserica Sfinții Petru și Pavel - greco-catolică arabă (melkită), se află pe una din colinele orașului, lângă fort și nu departe de sinagogă. Ea are o clopotniță înaltă și o cupolă mare violetă. Biserica a fost zidită în vremea lui guvernatorului Othman, care a făgăduit să o ridice dacă va reuși să desăvârșească construirea fortului. A fost construită în anul 1904 pe locul unei biserici mai mici întemeiate în 1723 de preotul Thomas Diaz. Deoarece zidurile bisericii s-au șubrezit, în anul 1904 clădirea a fost renovată de episcopul Al-Hajar. Biserica are un perete cu un mozaic vestit.
  - Mănăstirea Surorilor din Nazaret (centrul ordinului. romano-catolic, se află la Roma) construită în centrul orașului în anul 1866 , pe locul unei biserici bizantine din secolul al IV-lea, Biserica Sfântul Iacob. Ea era amintită în cronicile bisericești. Au rămas din ea câteva coloane de marmură, caracteristice bisericilor timpurii.
  - Biserica anglicană Saint Paul  - înființată în timpul episcopului protestant al Ierusalimului, Samuel Gubat (1846-1876)[64]
  - Biserica latină  (romano-catolică)- comuitatea latină din Shefa Amr a fost reinființată în anul 1879 in timpul patriarhului Vincent [65]
  - Biserica ortodoxă Constantin și Elena -
- Al-halwat - lăcașul de cult al druzilor locali - construită prin secolul al XVI-kea, este activ și nu e accesibil  turiștilor
- Sinagoga din Shefaram, numită„ Mahane Hashkhiná” a fost clădită în secolul al XVIII-lea  pe o structură mai veche. Lăcașul are o singura sală și nu a mai fost activ din anii 1920 când ultimii evrei au părăsit localitatea.  Cheile sinagogii au fost încredințate familiei musulmane Jaafri, care locuiește în vecinătate

 Sinagoga a fost renovată în anul 1988 și iarăși, în 2006. 
În antichitate a funcționat o sinagogă în localitate. În vremea lui Daher al-Omar in secolul al XVIII rabinul Haim Abulafia al II-lea a întemeiat, poate pe locul sinagogii antice, sinagoga „Mahanè Hashkhiná”  (Locaș al Prezenței divine)
În timpul tulburărilor în octombrie 2005, în vremea începutului Intifadei Al Aksa sinagoga a fost vandalizată, suluri de Tora fiind rupte si arse.
- Cimitirul evreiesc
- Vestigii bizantine, aflate în mijlocul orașului. Ele sunt morminte din comunitatea creștină din secolele

al- V-lea- al-VI-lea. La intrare sunt decorate cu sculpturi de lei și inscripții grecești care îl menționează pe Iisus.
- Peștera  lui Yehuda ben Baba-la sud-vest de oraș, la sud de șoseaua 79 -  unde, după tradiția iudaică, se găsește mormântul învățatului tanait  Rabi Yehuda ben Baba. [69].
- Vechiul bazar din Shefa'Amr a fost, în trecut, centrul animat al orașului. Cu timpul piața centrală s-a mutat într-o stradă apropiată, accesibilă automobilelor. În vechiul bazar nu a mai rămas acolo decât o singură cafenea, unde se mai întâlnesc zilnic bătrânii la o cafea și la o partidă de table.

### Evenimente
- Festivalul Cetățuii - festival de muzică și concurs vocal pentru soliști copii(„Vocea anului”)
- Festival de pantomimă - de trei zile - întemeiat de actorul Said Salame.

## Galerie

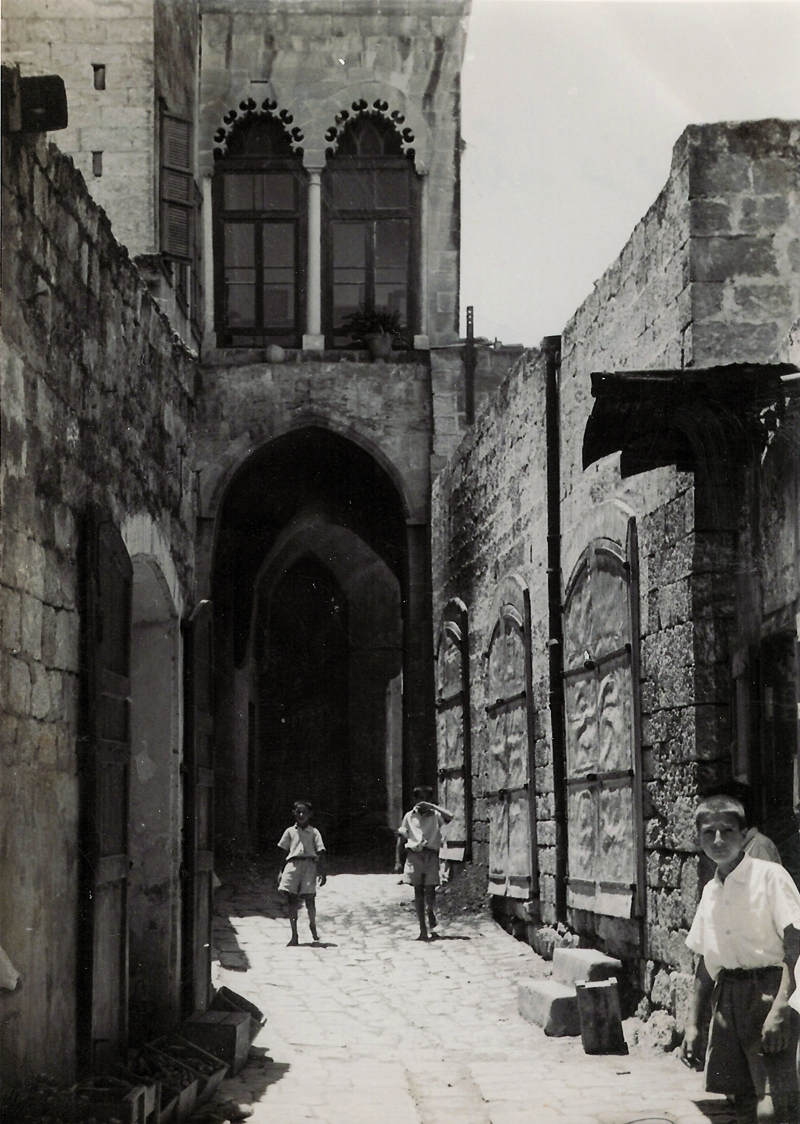
Vechiul bazar din Shefa'Amr
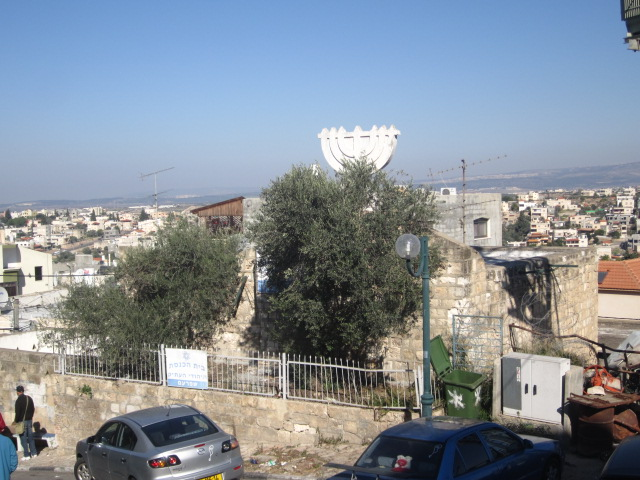
Sinagoga Mahanè Hashkhiná din Shefaram
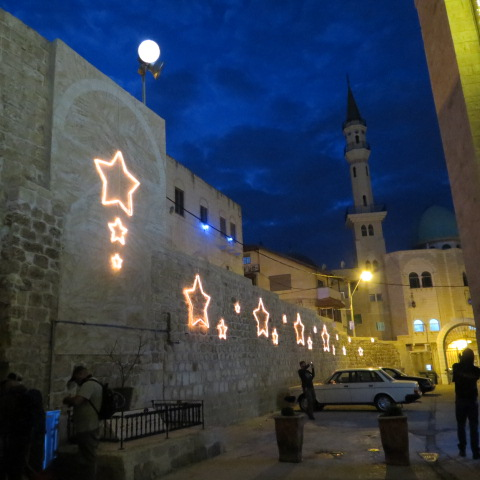
Biserica Sfinții Petru și Pavel noaptea
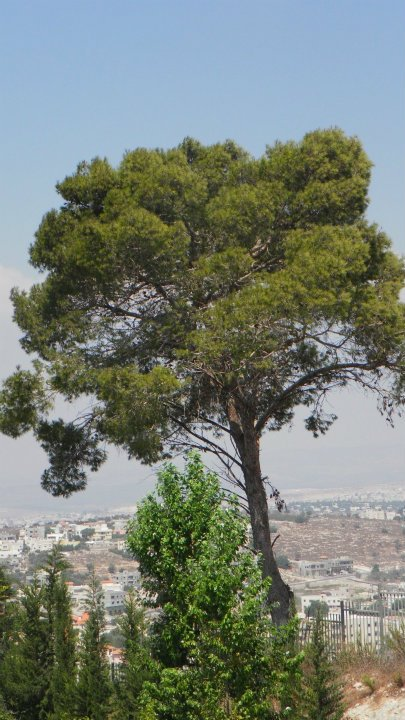
Vedere din Shefaram
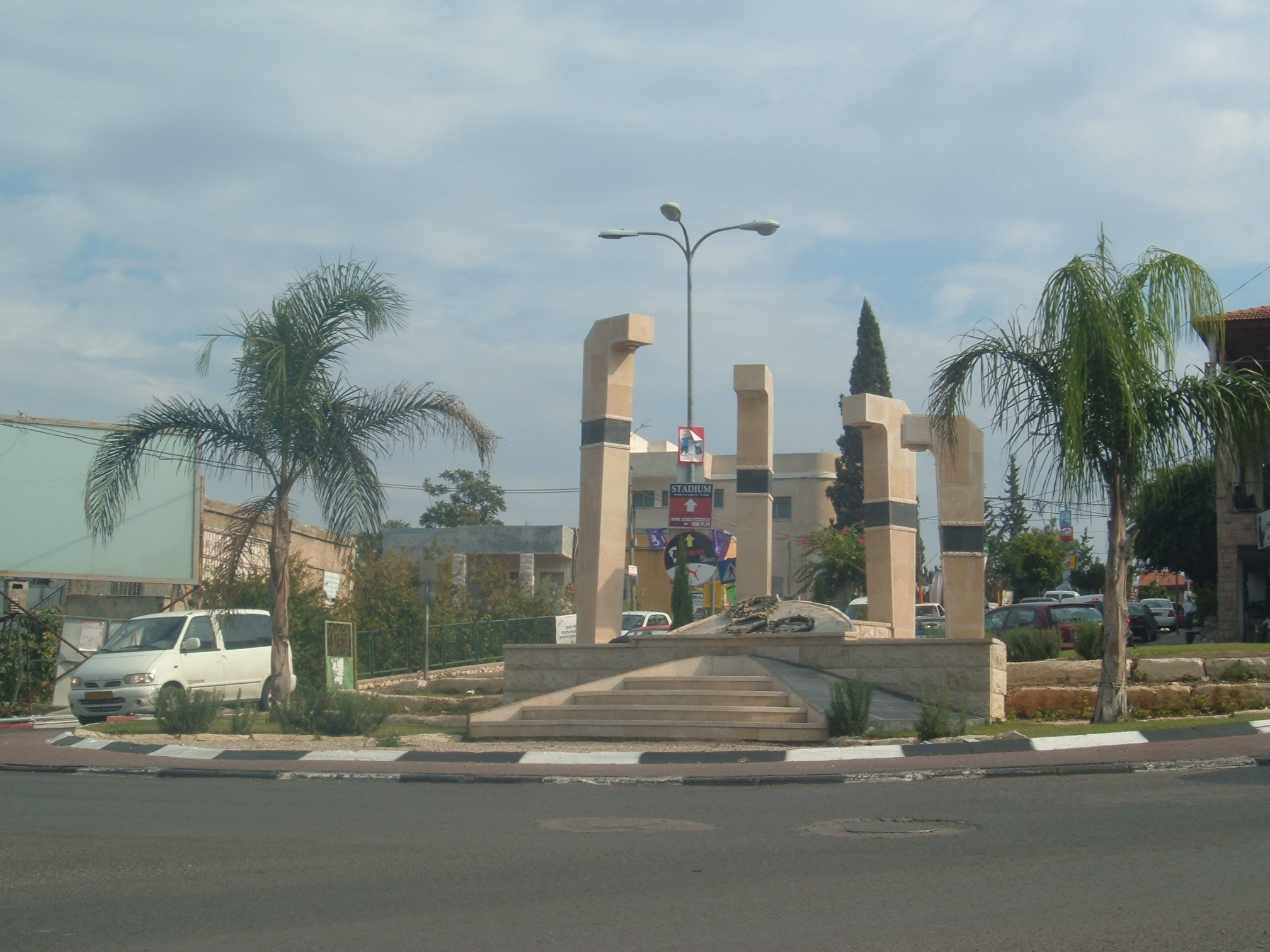
Piațeta cu monumentul în memoria celor patru victime ale atentatului terorist din 2005
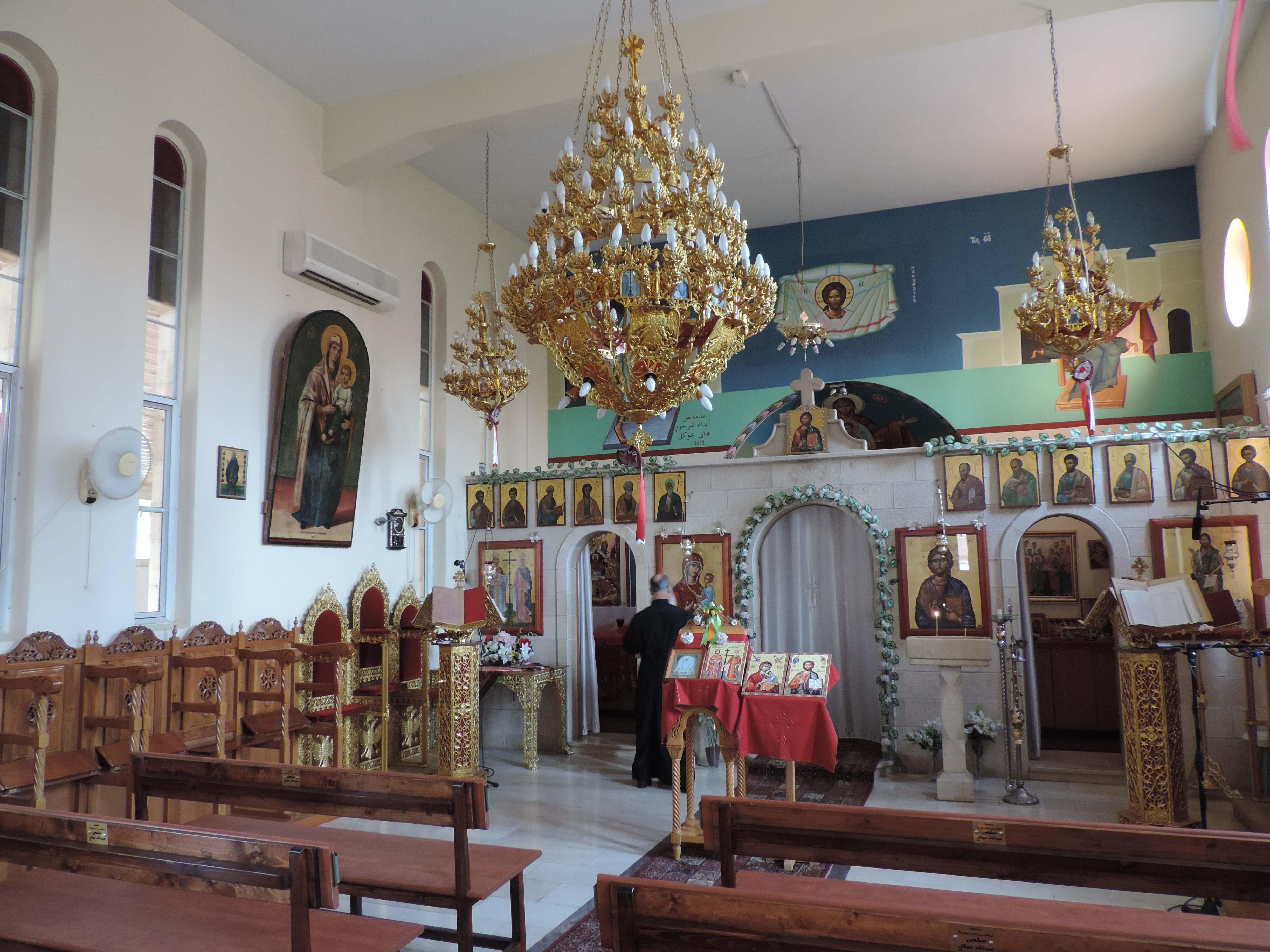
Biserica ortodoxă Sfinții Constantin și Elena - interior

## Personalități
- Karime Abbud - (1893-1940) fotografă palestiniană, creștină
- Ghassan Alian  (n.1972) - general de brigadă israelian, druz
- Mansur F.Armaly  (1927-2005) medic oftalmolog palestino-american
- Zahi Armaly (n. 1957) fotbalist palestino-israelian
- Mohammad Barakeh - politican comunist palestino-israelian, dintr-o familie musulmană
- Taisir Elias , muzician palestino-israelian, violonist
- Emile Habibi  (1922-1996) scriitor și om politic comunist arab palestino--israelian, dintr-o familie creștină